# Patrimoine religieux de Besançon
Le patrimoine religieux de Besançon est constitué d'un grand nombre d'églises et de lieux de culte chrétiens, mais aussi de mosquées, d'un temple protestant ou encore d'une synagogue tout à fait remarquable ainsi que d'un patrimoine ornemental faisant souvent référence au christianisme. Avec une cinquantaine de lieux de culte en activité ou réaffectés, la capitale comtoise possède l'un des patrimoines religieux parmi les plus riches et les plus variés de Franche-Comté.

## Les bâtiments encore affectés au culte

### Les lieux de culte chrétiens catholiques

#### Les églises basiliques et cathédrale(s)
La cathédrale Saint-Jean

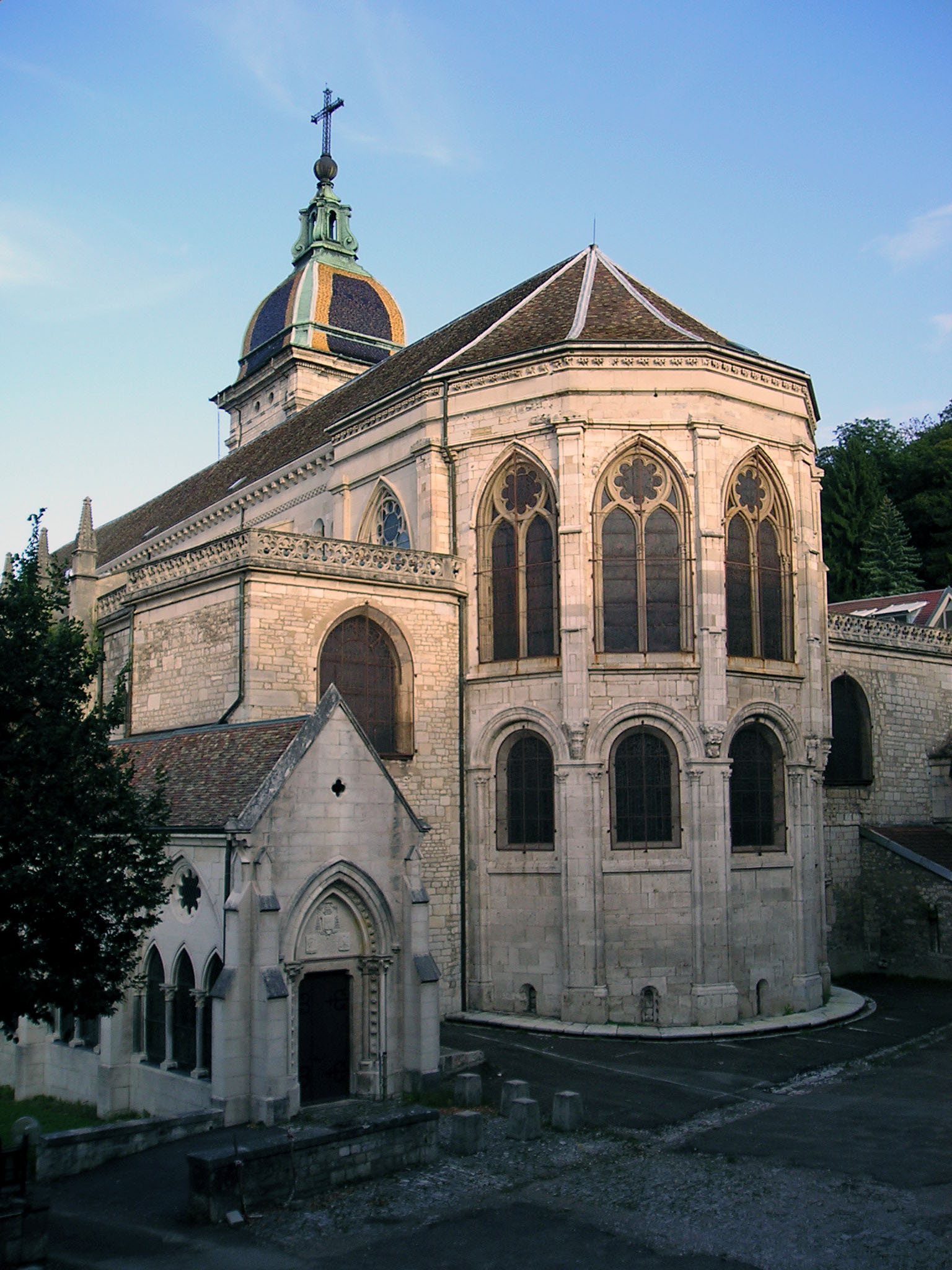
La Cathédrale Saint-Jean.

La ville de Besançon ne compte actuellement qu'une seule cathédrale : la cathédrale Saint-Jean, rue du Chapitre. Il s'agit d'une église, basilique et cathédrale carolingienne franc-comtoise avec des parties romanes, gothiques et baroques construite à l'origine dès le IIIe siècle puis reconstruite plusieurs fois et notamment au IXe siècle et XIe siècle. L'édifice est l'un des rares à comprendre deux chœurs opposés et recèle également une trentaine de tableaux classés aux monuments historiques, une horloge astronomique considérée comme un chef-d'œuvre du genre ou encore « la rose de Saint-Jean », un autel circulaire datant du XIe siècle et entièrement réalisé dans du marbre blanc. Sa légitimité même de siège diocésain fut maintes fois remise en cause, notamment par le proche chapitre de Saint-Étienne, mais le pape franc-comtois Calixte II rétablit ce droit à cette église, considérée comme la « maison-mère ». De nombreuses personnalités furent enterrées au sein du bâtiment, notamment des comtes de Bourgogne mais aussi des archevêques de la ville. L'édifice est considéré comme l'un des plus beaux chefs-d'œuvre architecturaux de la ville, avec la citadelle de Vauban.
La basilique Saint-Ferjeux

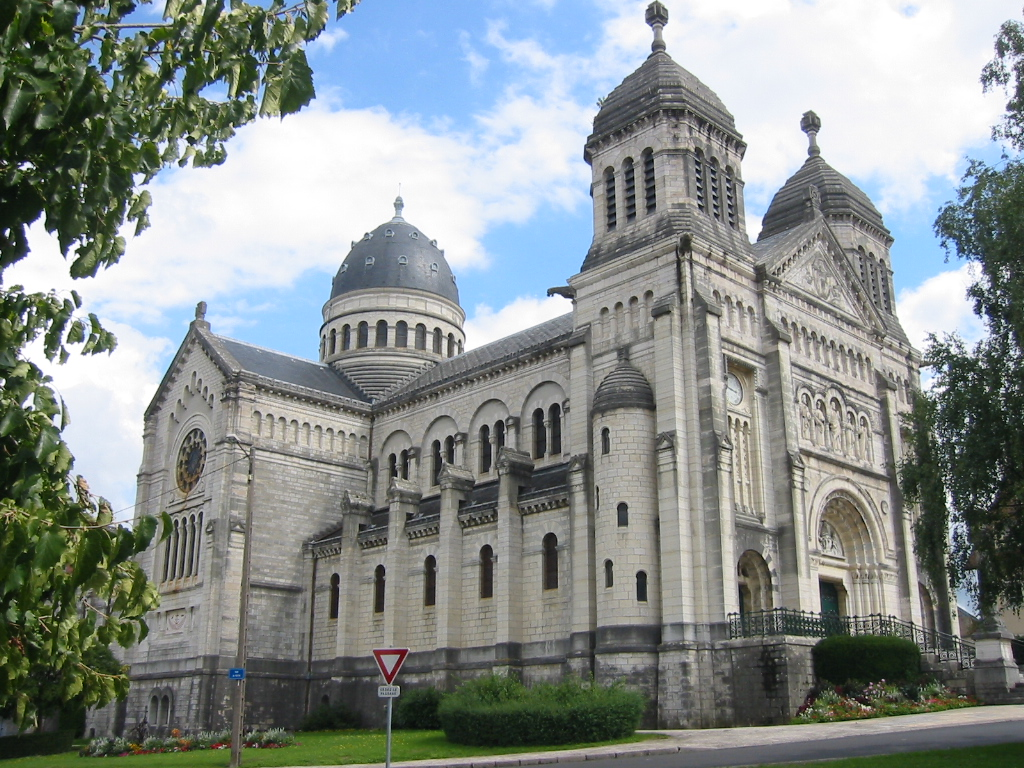
La basilique Saint-Ferjeux.

La capitale comtoise ne compte qu'une seule basilique : la basilique Saint-Ferjeux, place de la Basilique. Elle semble être la seconde église construite en Franche-Comté après la cathédrale Saint-Jean, dédiée à saint Ferjeux et son frère Saint-Ferréol et construite au-dessus de la grotte même où les deux saints reposaient. Cependant l'église d'origine fut détruite pour permettre la construction de l'actuelle basilique entre 1881 et 1901 par Alfred Ducat. La basilique est de style romano-byzantin, et sa façade antérieure est calée par deux imposantes tours. Cinq chapelles sont situées autour de l'abside et des peintures murales réalisées par des artistes originaires de la ville se déroulent au-dessus des grandes arcades de la nef. La coupole est composée de mosaïques, et un ensemble de vitraux fabriqués par l'atelier Gaudin et des sculptures de Just Becquet complètent le décor.
L'église de la Madeleine

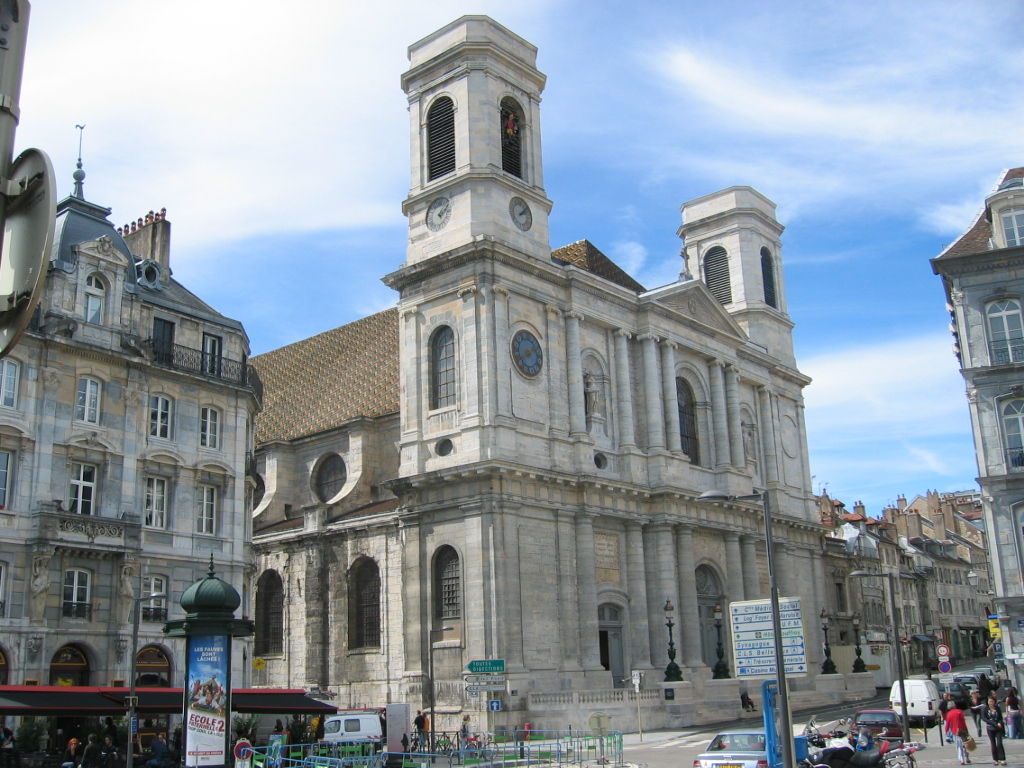
L’église de la Madeleine.

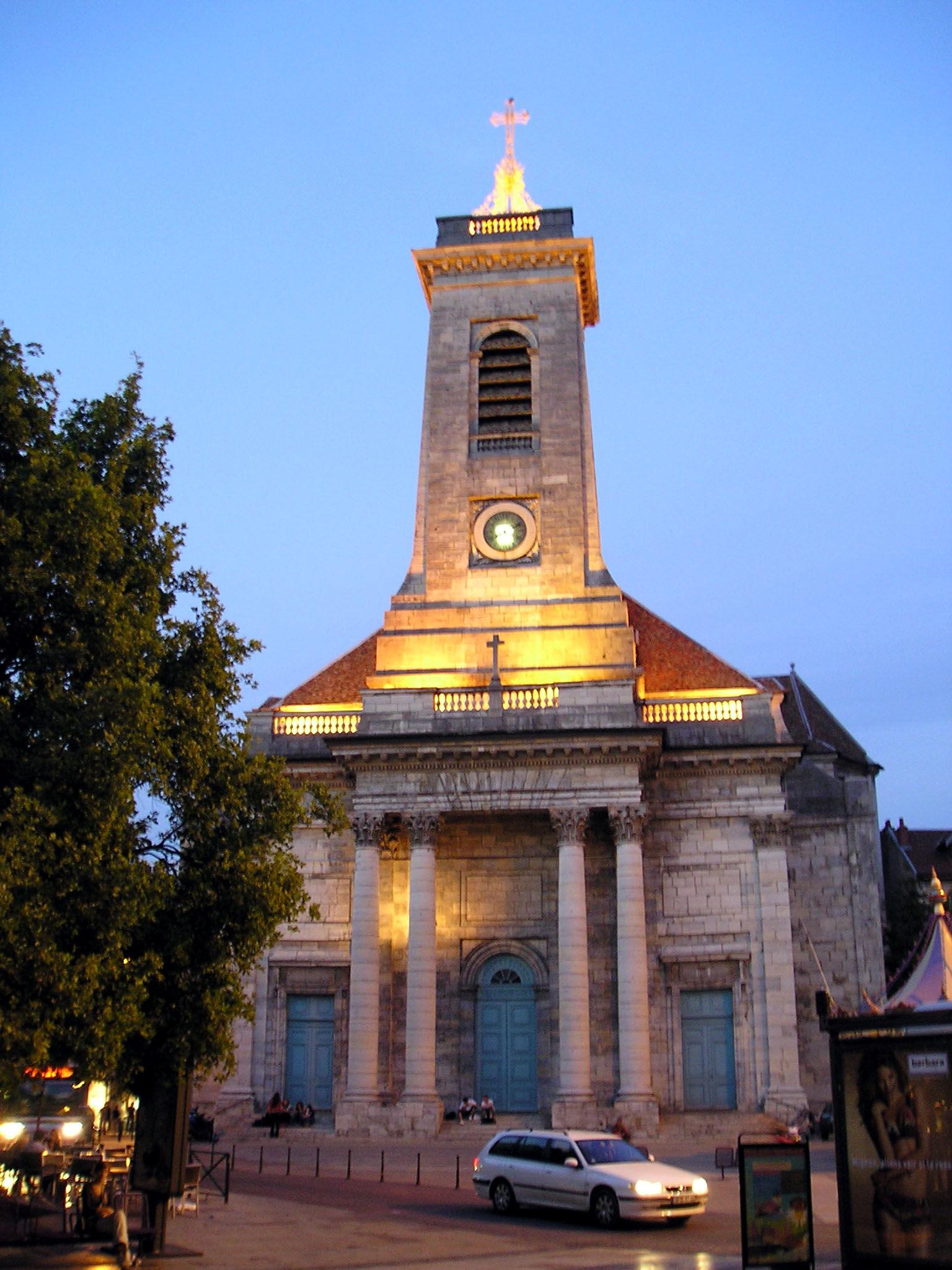
L'église Saint-Pierre.

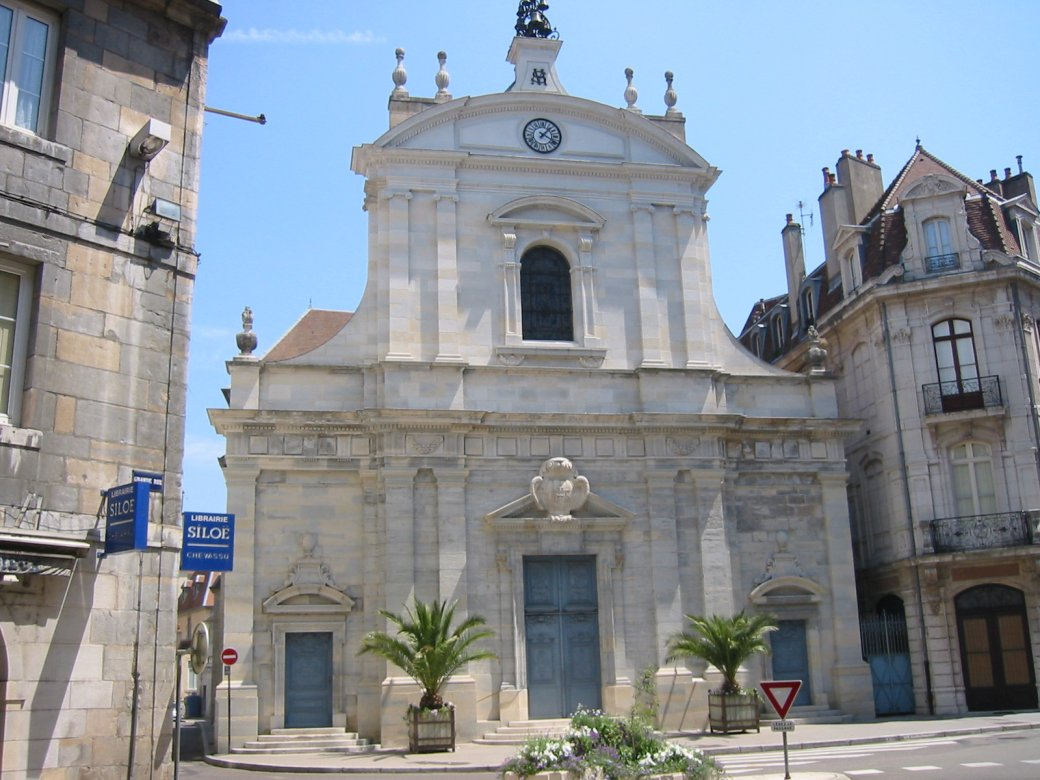
L'église Saint-Maurice.

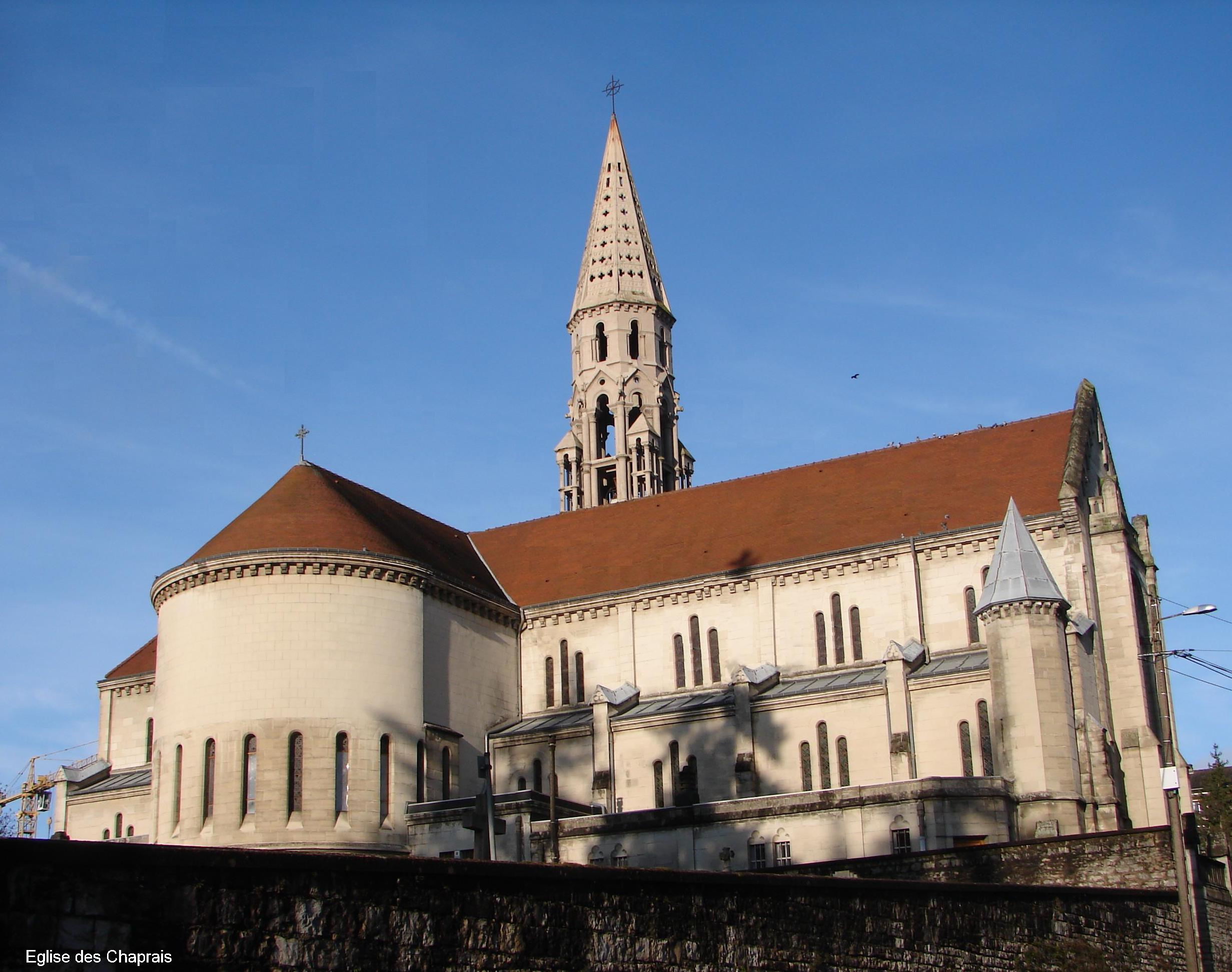
L'église Saint-Martin des Chaprais.

L'église Sainte-Jeanne-d'Arc.

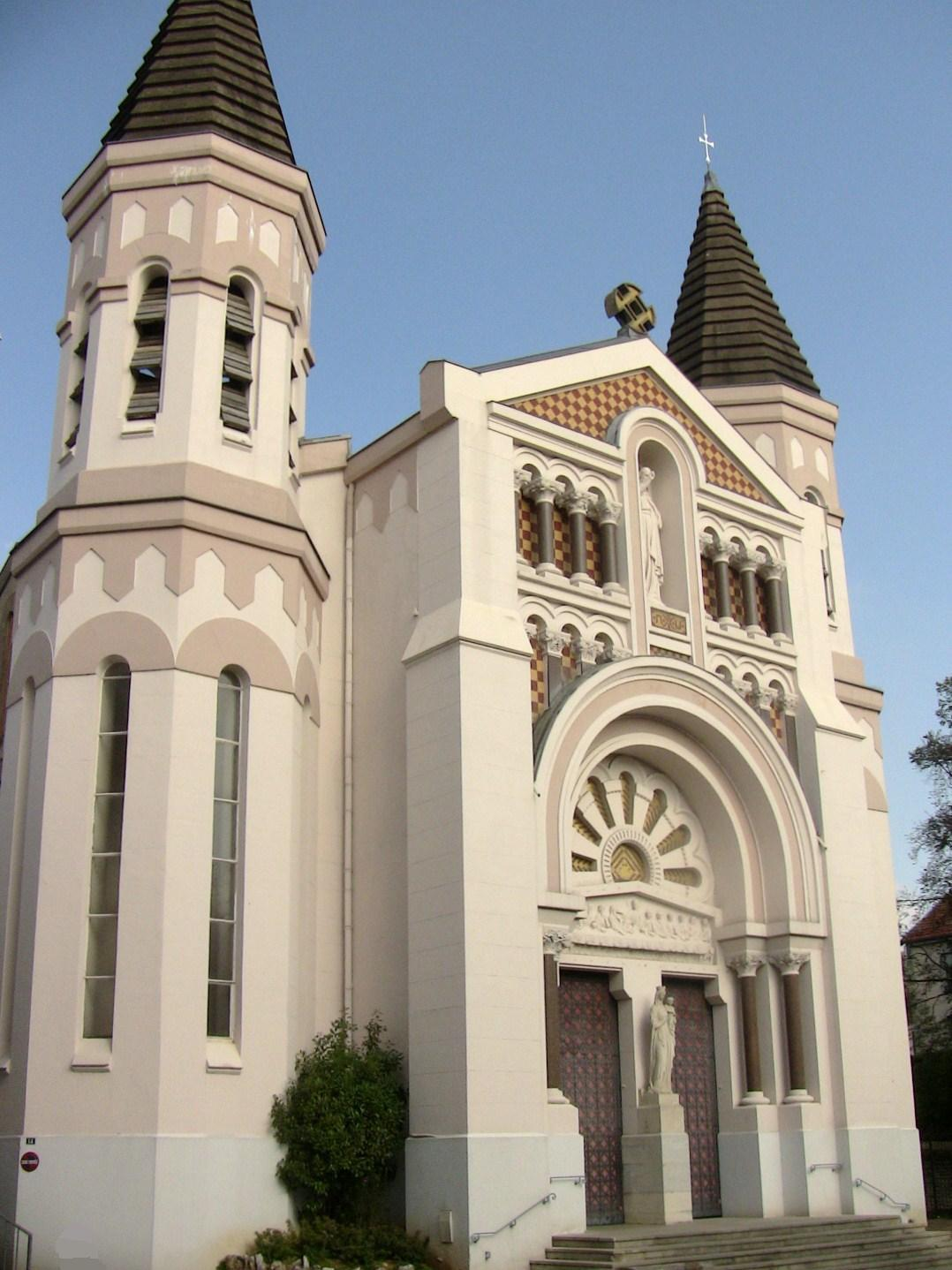
L'église du Sacré-Cœur.

L'église Saint-Louis.

L'église Notre-Dame du Foyer.

L’église de la Madeleine, 2 rue de la Madeleine, est une église halle de style classique du XVIIIe siècle située dans le quartier Battant. En 1063 l’archevêque de Besançon Hugues Ier de Salins fait restaurer l’église Sainte-Madeleine en collégiale de style gothique. En 1182, les chanoines du chapitre de l’église collégiale de Sainte-Madeleine décident de créer l'hôpital Saint-Jacques de Besançon avec l'accord du pape Lucius III pour « construire une maison hospitalière en vue de l’accueil des pèlerins qui se rendent au pèlerinage de Rome, de Saint-Jacques-de-Compostelle et de Jérusalem ». Après plusieurs modifications au cours des siècles, l'édifice est entièrement reconstruit entre 1746 à 1766, par l'architecte Nicolas Nicole et dédiée à sainte Madeleine. Cet édifice, classé parmi les nombreux monuments historiques de la ville, est cependant un bâtiment tout à fait particulier notamment grâce aux nombreuses œuvres d'art conservées dans l'église, à son orgue également classé monument historique ainsi qu'à son musée retraçant la vie du quartier de Battant,.
L'église Saint-Pierre
L'église Saint-Pierre, 10 place du huit septembre, fut construite au IVe siècle, mais reconstruite à plusieurs reprises et notamment par Hugues de Salins. L'église fut cependant de nouveau rebâtie de 1782 à 1786 par Claude-Joseph-Alexandre Bertrand sur les plans de l’architecte Victor Louis. La hauteur importante du clocher s’explique par son rôle de beffroi de l’hôtel de ville portant ainsi bien haut la cloche municipale et de loge du guetteur. Répertoriée Monument Historique le 21 janvier 1942, l'église renferme aujourd'hui de nombreuses œuvres d'art très bien conservées : la pieta de Luc Breton, l'original chemin de croix ou encore les splendides boiseries du chœur de l'église. Elle est située sur la place du Huit septembre, au cœur du centre historique de Besançon.
L'église Saint-Maurice
L'église Saint-Maurice est un édifice de style Jésuite situé 121 Grande Rue dans le centre historique. La première église dédiée à saint Maurice aurait été érigée par l'évêque de Besançon saint Sylvestre et remonterait à la fin du IVe siècle. Détruite au siècle suivant, elle est rebâtie par saint Nicet à la fin du VIe siècle et/ou au début du VIIe siècle. Elle est de nouveau détruite et reconstruite au VIIIe siècle, puis au Xe siècle, partiellement au XVIe siècle puis totalement à la fin du XVIIe siècle et achevée en 1715 pour lui donner son ascpect actuel. L'édifice est classé monument historique depuis le 13 janvier 1938, et comporte de nombreux tableaux, quelques statues ainsi que des plaques commémoratives.
L'église Saint-Hippolyte
L'église Saint-Hippolyte est un édifice religieux situé rue du Pont dans le quartier de Velotte. La paroisse de Velotte apparaît dans des textes à partir du milieu du XIe siècle ; cependant, cette église fut probablement bâtie au cours du XVIIIe siècle dans un style roman, et fut rattachée récemment à l'Archidiocèse de Besançon sous le nom de communauté de Saint-Hippolyte. Le bâtiment comprend un clocher mesurant environ 17 mètres de haut coiffé d'une croix et d'un coq gaulois, ainsi qu'un seul transept sur le côté droit. L'édifice peut accueillir environ une centaine de fidèles, et comporte une tribune se situant à l'entrée ne pouvant elle accueillir pas plus d'une dizaine de personnes. L'intérieur du bâtiment est orné par trois tableaux, dont deux monumentaux. L'église comporte également un petit orgue, un tabernacle en bois, un crucifix ainsi qu'un cadran solaire à l'extérieur. Une plaque commémorative, situé à l'entrée de l'église, rappelle les noms des habitants du quartier morts durant les guerres. La communauté possède également un petit bâtiment annexe construit durant les années 1980, qui accueille parfois les kermesses et les fêtes du quartier.
L'église Saint-Martin des Chaprais
L'église Saint-Martin des Chaprais est située rue de l'Église dans le quartier des Chaprais. La première église bisontine dédiée à saint Martin était jadis située dans le quartier de Bregille, et aurait été fondée dès le VIe siècle. Cette dernière, qui fut reconstruite à plusieurs reprises, fut définitivement détruite lors du siège de Besançon par l'armée liechtensteinoise, le 2 mai 1814. Le général Marulaz prit la décision très controversée de raser entièrement le quartier de Bregille ainsi que son église et son cimetière adjacent. L'actuelle église Saint-Martin fut reconstruite à partir de 1821 sur les plans de l'architecte Lapret, sur le lieu-dit du « Pater », au cœur du quartier des Chaprais. Elle fut rebâtie près du cimetière des Chaprais qui existait déjà auparavant, et fut dès lors nommée église Saint-Martin des Chaprais pour la différencier de l'ancienne église Saint-Martin de Bregille.
L'église Sainte-Jeanne-d'Arc
L'église Sainte-Jeanne-d'Arc, située rue Crotot, dans le quartier de Bregille. Après plus d'un siècle sans lieu de culte lié à la destruction de l'ancienne abbaye Saint-Martin, l'abbé Quinnez, alors curé de la paroisse de Saint-Lin, est chargé par l'archevêque de Besançon Humbrecht de construire une basilique dédiée à Jeanne d'Arc dans le quartier de Bregille. La première pierre de l'édifice est posée en 1930, mais quand le chœur fut achevé en 1933, les travaux de l'église sont brutalement interrompus et le bâtiment est fermé provisoirement. Les travaux sont finalement repris en 1948, et le projet initial basé sur les plans de l'abbé Quinnez est abandonné au profit d'une esquisse de M. Dumas. Les nouveaux plans présentent alors un édifice associant le style néogothique et le style moderne, où s'intègre un clocher droit de 31 mètres de haut surmonté d'une croix, bien que cette dernière soit finalement rejetée par une commission d'art sacré en 1952. En 1956, les travaux sont finalement autorisés et en 1961 l'église est officiellement consacrée par Monseigneur Marcel Dubois. Ce n'est qu'en 2002 que la cloche est installée, lors de travaux de rénovation. De 2006 à 2019, des salles situées à l'arrière de l'édifice sont mises à la disposition des chrétiens orthodoxes.
L'église Saint-Claude
L'église Saint-Claude est située rue Jean Wyrsch, dans le quartier de Saint-Claude. Elle fut construite entre 1854 et 1858 dans le style néogothique par l'architecte Alphonse Delacroix (1807-1878). La façade de l'édifice est composée de deux petites tourelles entourant le portail coiffé d'un vitrail rond et d'une statue de saint Claude, ancien évêque de Besançon. Le clocher est détruit dans les années 1980 pour des problèmes d'infiltrations, et remplacé par un campanile à gauche du bâtiment. Cette église fait partie, avec l'église Saint-Louis, de la paroisse Saint-Jean-Baptiste.
L'église du Sacré-Cœur
L'église du Sacré-Cœur est située avenue Carnot Sadi-Carnot, près du centre-ville. Après avoir consacré le diocèse de Besançon au Sacré-Cœur en 1914, Mgr Gauthey décida de la construction d'une église à proximité de Besançon qui lui soit dédiée. L'église fut achevée en 1923, et comporte deux grandes tours encadrant un imposant portail constitué notamment de petites colonnes et d'une statue monumentale de Jésus au Sacré-Cœur et d'une plus petite de la Vierge Marie.
L'église Saint-François d'Assise
L'église Saint-François d'Assise est un lieu de culte situé place Jean-Moulin, dans le quartier de Planoise. L'édifice fut construit au début des années 1970 et inauguré en 1972 par l’architecte et urbaniste Maurice Novarina. Le bâtiment est essentiellement constitué de béton et de contreplaqué, il est dessiné en « carré » (à l’instar des églises traditionnelles, en forme de croix). Il y a à l’intérieur de l’église quelques fresques et vitraux, à l’extérieur une fresque de 33 000 éléments, réalisée par l’artiste Pascutto. À noter que le monument ne dispose d’aucun clocher.
L'église Saint-Pie X

Clocher de l'église Saint-Pie X

Église Saint-Pie X

L'église Saint-Pie X, située avenue des Géraniums dans le quartier des Orchamps dans le nord-est de la ville. Le bâtiment fut conçu et bâti par les soins de l'architecte J. Gauthier, et la première pierre de l'édifice est posée durant le printemps 1957. De forme simple, le bâtiment fut réalisé sur un plan rectangulaire et comporte un imposant clocher annexe.
L'église Saint-Joseph
L'église Saint-Joseph, située avenue Villarceau dans le quartier de la Grette-Butte près du centre-ville. Établie sur un plan en forme rectangulaire, cette église en pierre dispose d'un imposant clocher coiffé d'une croix latine. L'église Saint-Joseph dépend actuellement de l'unité Pastorale de Saint Ferréol.
L'église Saint-Paul
L'église Saint-Paul située rue de Chalezeule dans le quartier des Clairs-Soleils. Ce fut en juin 1966 que Mgr Lallier de l’abbé Michel Jaccasse fut chargé de fonder la paroisse des Clairs-Soleils, ce qui fut chose faite en novembre 1966. Il ne manquait alors qu'un lieu de culte digne de ce nom, c'est alors que le curé négocia l’achat du café des Tilleuls et engagea les travaux de démolition-reconstruction, par l’entreprise Baronchelli. L'édifice fut financé par le diocèse (la moitié du coût) et par un emprunt bancaire qui fut remboursé en partie grâce aux bénéfices de deux kermesses annuelles et à une souscription permanente. La nouvelle paroisse de Saint-Paul des Clairs-Soleils, construite par l'architecte suisse protestant Reiner-Senn, accueillait sa première messe en mai 1967.
L'église Saint-Louis
L'église Saint-Louis, située avenue de Montrapon dans le quartier de Montrapon-Fontaine-Écu, fut construite par Rémy Le Caisne en 1967. Cette petite église en pierre est de forme assez simple, bâtie sur un plan rectangulaire. Un presbytère est situé à proximité. Le bâtiment est dépendant de l'unité pastorale de Saint Jean-Baptiste. Cette église fait partie, avec l'église Saint-Claude, de la paroisse Saint-Jean-Baptiste
L'église Notre-Dame du Foyer
L'église Notre-Dame du Foyer, 55 rue Chesnot, est une petite église située dans le secteur des Cras. Elle fut construite en 1967 par un architecte inconnu, de style contemporain assez simple, ne comprenant pas de clochers ou de portails. L'intérieur de l'édifice est tout aussi compact : un simple autel et quelques vitraux modernes composent un style religieux réduit au maximum. L'église Notre-Dame du Foyer est reliée à l'unité pastorale de Sainte Jeanne Antide.

#### Les chapelles

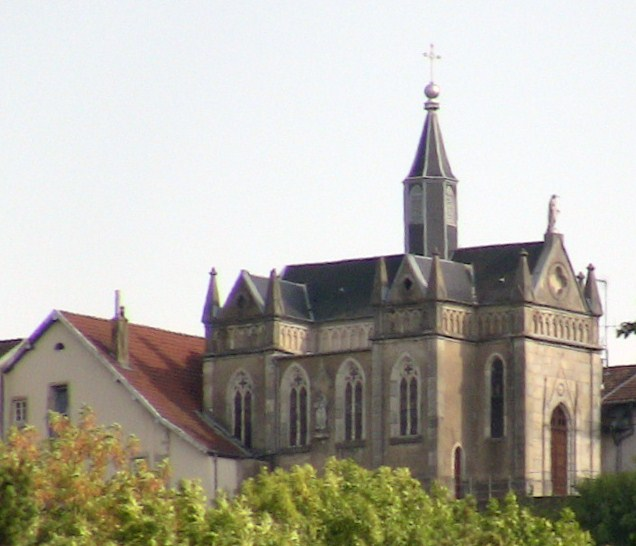
Notre-Dame des Buis.

La chapelle Notre-Dame des Buis
La chapelle Notre-Dame des Buis, située dans le quartier éponyme au sud de la ville. Un ermitage datant du XIIIe siècle est attesté, avant que la chapelle actuelle ne le remplace à une date inconnue, mais certainement entre le XVIIe siècle et le XIXe siècle. Après que la chapelle actuelle fut construite, elle fut détériorée en 1815, et restaurée puis agrandie en 1865. Un riche mobilier compose l'intérieur de l'édifice, notamment un orgue ainsi que des statues. Elle est desservie par la communauté de frères franciscains qui habitent juste à côté.
La chapelle Notre-Dame du Refuge
La chapelle Notre-Dame du Refuge, rue Orme Chamars (1739-1745) œuvre de Nicolas Nicole, classée aux monuments historiques, au sein de l'Hôpital Saint-Jacques.
La chapelle Saint-Michel
La chapelle Saint-Michel, située 36 chemin de Vareilles dans le quartier de Bregille. L'édifice était à l'origine l'idée de chanoine Mourot qui avait l'intention, en 1936, de construire une chapelle en pierre mais ce dernier, étant décédé durant la Seconde Guerre mondiale, il faudra attendre 1964 pour voir s'établir un édifice préfabriqué sur un terrain donné par la famille Mathey.
La chapelle Notre-Dame de la Libération
L'Église de Notre-Dame de la Libération, 96 chemin des Buis, est un lieu de culte chrétien édifié au sein d'un ancien fort surplombant à près de 500 mètres d'altitude la ville de Besançon (Doubs). Le monument fut consacré au lendemain de la Seconde Guerre mondiale par Mgr Dubourg, ce dernier voulant bâtir un édifice si la capitale comtoise n'était pas ravagée par les bombardements. Par la suite, des plaques commémoratives tapissant les murs de l'édifice et rendant hommage aux diocésains ainsi qu'à l'ensemble des Bisontins morts pendant la Seconde Guerre mondiale furent ajoutées, de même qu'une statue monumentale de sept mètres de haut.
La chapelle du Grand séminaire
La chapelle de l'ancien grand séminaire (centre diocésain), 20 rue Megevand, construite par l'abbé Pierre Durnel entre 1670 et 1695 (20 rue Mégevand), est située dans le centre-ville rue Mégevand et classée par les monuments historiques depuis 1926.
La chapelle Saint-Jean l’Aumônier de Bellevaux, 29 quai de Strasbourg, 1819-1824.
Elle abrite un tableau Saint-Jean l’Aumônier distribuant ses revenus aux pauvres, par Charles-Antoine Flajoulot (1774-1840).
La Chapelle du couvent de la congrégation de la Sainte-Famille
La chapelle se trouve au sein de la Maison de chanoines dite hôtel Bonvalo datant de 1840. L'architecte est Maximilien Painchaux. La bâtiment se trouve au 4 rue du palais.
La chapelle du couvent de la congrégation des soeurs de la charité de sainte Jeanne-Antide Thouret
L'architecte est Martin Béliard (1802-1895). Les bâtiments furent construits de 1844 à 1847. La chapelle se trouve rue des Martelots
La chapelle saint Ferréol et saint Ferjeux (14 rue Lyautey).
Chapelle aménagée dans un ancien hangar pour la vie liturgique de la communauté de la fraternité sacerdotale saint Pie X
La chapelle Notre-Dame des sept douleurs, 9 rue de la Basilique La chapelle du lycée Saint-Jean

### Lieux de culte chrétiens protestants
L'église Cépée
L'église évangélique Cépée, située rue Blaise-Pascal dans le quartier de Planoise. L’Église protestante évangélique est présente à Besançon depuis les années 1970. Le groupe rêve alors de fonder une communauté et une église dynamique, cependant des difficultés apparurent et la dissolution du groupe est votée en 1990. C'est ainsi qu'un grand nombre d'adhérents se dispersent un peu partout en Franche-Comté, excepté une dizaine de personnes tenant toujours à créer l'Église de leurs rêves. Après qu'une aide eut été demandée en juin 1991 à un ancien pasteur de l’Église réformée Gaston Ramseyer, le premier lieu de culte apparaît à La Barre dans le Jura en septembre 1991. L'année suivante, l’association est déclarée en sous-préfecture de Dole, puis en 1992 la communauté est consacrée et intègre l'unité pastorale française. En 2000, le groupe acquiert l'église Cépée au cœur du quartier de Planoise à Besançon.
Le Temple du Saint-Esprit
L'hôpital du Saint-Esprit a été fondé à Besançon en 1207 par l'ordre hospitalier du Saint-Esprit, subissant au cours de son histoire plusieurs modifications architecturales. Durant tout le Moyen Âge il accueille les malades, les femmes enceintes, les vieillards, les voyageurs et les orphelins. En accord avec la municipalité de Besançon, à partir du XVIe siècle, il limite ses secours aux enfants, aux femmes et aux gens de passage. En 1792, l'édifice prend le nom d'« Hospice des enfants de la patrie ». Les services hospitaliers sont transférés en 1797 à l'hôpital Saint-Jacques récemment construit, qui devient l'hôpital central de la ville. L'ancien bâtiment évacué est officiellement cédé aux protestants de la ville, après avoir été rénové en 1841 par l'architecte bisontin Alphonse Delacroix qui dote l'église d'un nouveau porche néogothique de style troubadour. Le 28 avril 1842 a lieu la cérémonie de dédicace du temple du Saint-Esprit qui demeure le lieu central de la communauté protestante de Besançon. Il est le seul lieu de culte protestant réformé permanent de la ville, la chapelle annexe du centre social de La Retraite n'étant utilisée qu'occasionnellement.

### Lieux de culte chrétiens orthodoxe
La chapelle Sainte-Thérèse

La chapelle Sainte-Thérèse située 9 rue Brulard, dans le quartier de la Grette-Butte, et datant de la fin du XXe siècle. Le bâtiment fut fondé par les « Sœurs de la Charité de Besançon », communauté religieuse qui trouve ses origines au XVIIIe siècle et fut fondée par la bisontine Jeanne-Antide Thouret. Ce petit édifice de style simple comporte un petit clocher. A côté de l'église se trouve le presbytère. À partir du 31 mars 2018 en la fête des Rameaux les offices de l'Eglise Orthodoxe y sont célébrés. Le 23 septembre 2019 a été acté devant les notaires l'achat de la chapelle et du presbytère par l'Eglise orthodoxe franco-roumaine de la Métropole Orthodoxe Roumaine d'Europe Occidentale et Méridionale. Désormais, l'église fait partie de la paroisse orthodoxe de « la Protection de la Mère de Dieu et Saint Georges » et est desservie par trois prêtres et un diacre.

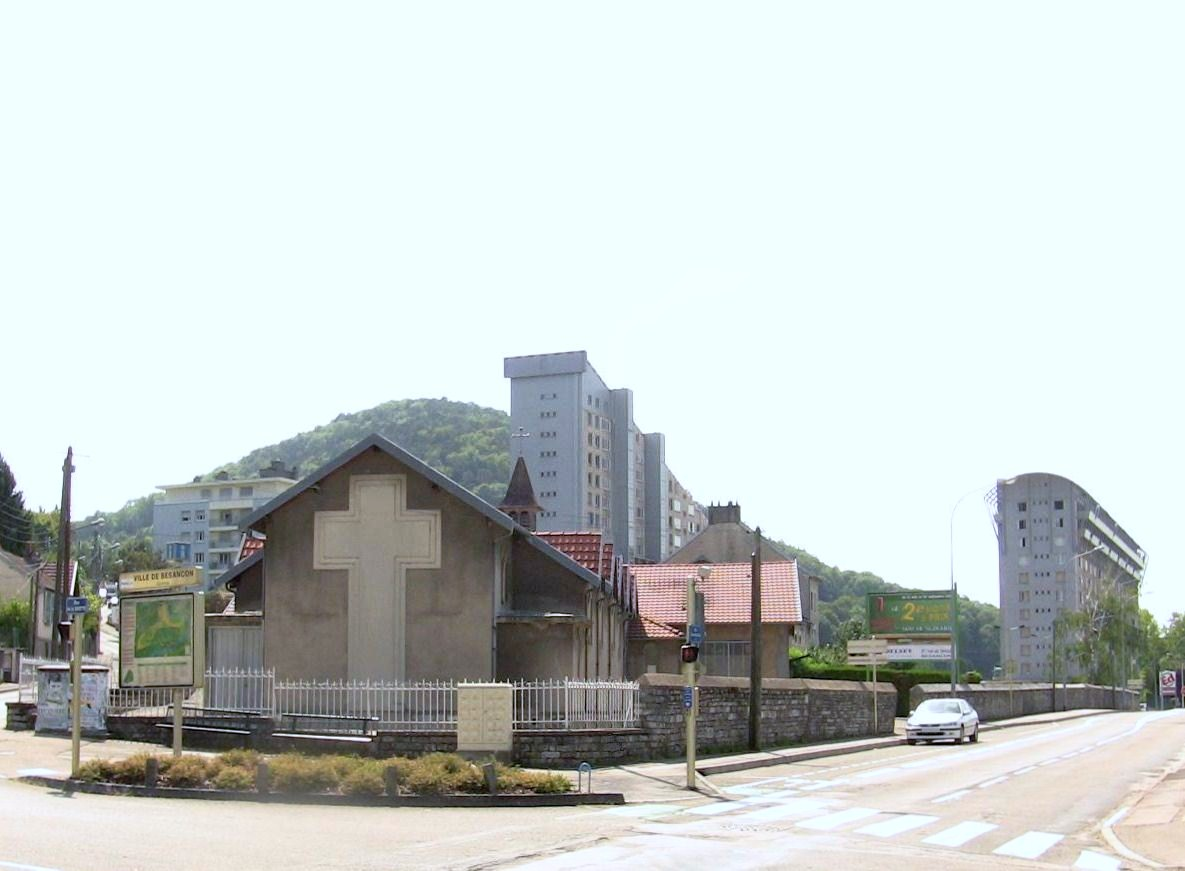
La chapelle Sainte-Thérèse.

La chapelle orthodoxe serbe Saint-Vasilije, 28 chemin des quatrouillots.

### Lieux de culte juifs

#### Synagogues
- La Synagogue de Besançon est le lieu de culte du Judaïsme dans la ville, et date de 1869. C'est l'architecte Pierre Marnotte qui érigea le monument, en faisant appel au style « hispano-mauresque ». La synagogue est classée monument historique depuis novembre 1984.

### Lieux de culte musulmans

#### Mosquées
- La mosquée Sunna, construite à la fin du XXe siècle, est la plus grande de la ville. Elle est située rue Élisée Reclus dans le quartier de Saint-Claude
- La mosquée Al-Fath située rue Clément-Marot dans le quartier de Planoise a été inaugurée le 25 mai 2008, en présence de Jean-Louis Fousseret, le maire de Besançon. L'édifice abrite aussi une association culturelle.
- La mosquée de Fontaine-Écu a été inaugurée fin 2009, dans le quartier de Montrapon-Fontaine-Écu.

## Les bâtiments désaffectés

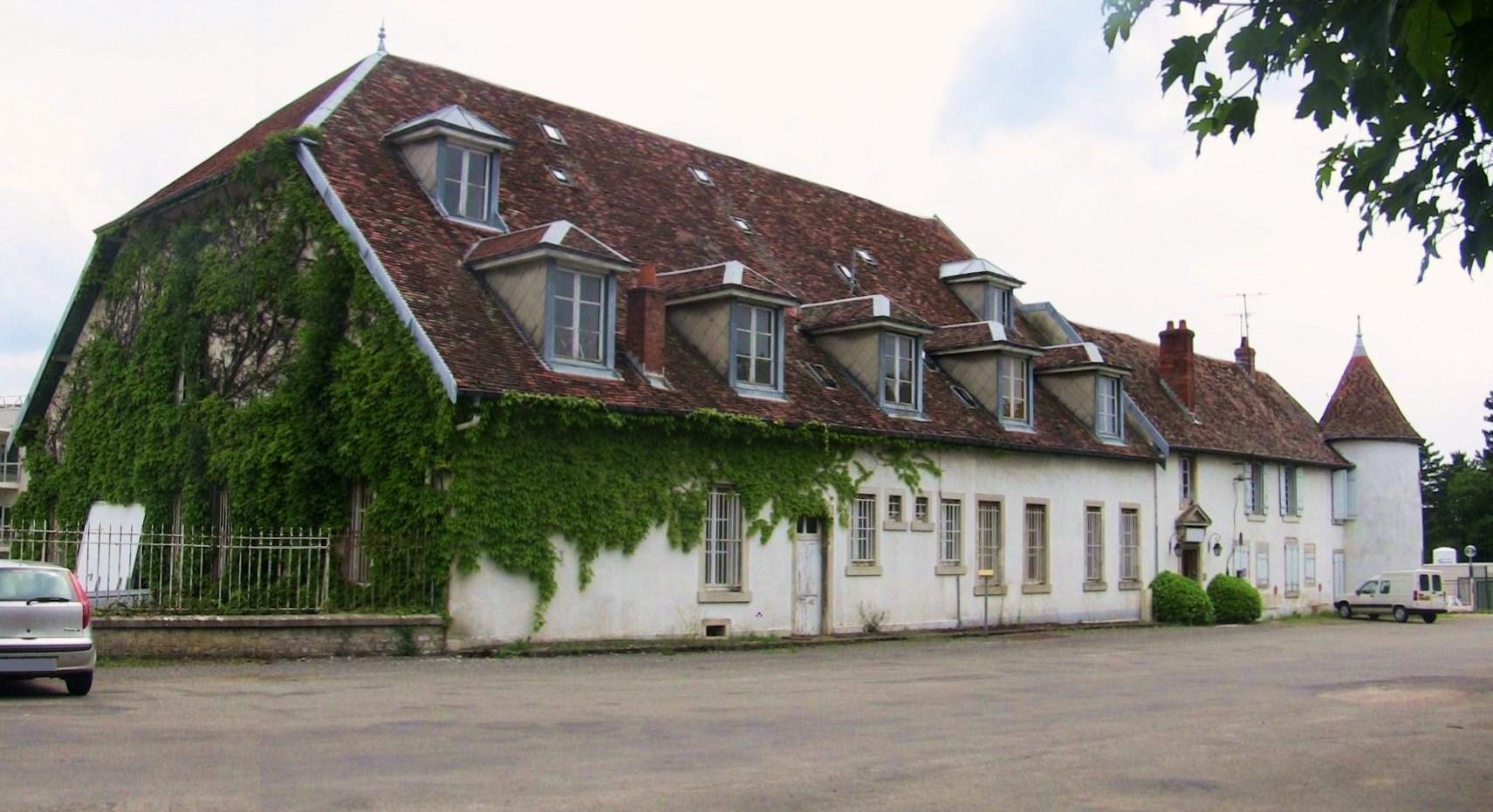
L'ancienne chapelle des Tilleroyes.

- L'église Notre-Dame, 28 rue Megevand, était, à l'origine, l'église abbatiale des Bénédictins de Saint-Vincent de Besançon et fut fondée, au XIe siècle, par l'archevêque de Besançon Hugues II, au cœur du centre historique de Besançon[30],[31]. Les premières constructions, à savoir une chapelle, un cloître ainsi que les dortoirs où logeait les religieux de l'ordre de Saint-Benoît sont attestés du XIe siècle, entre 1080 et 1085[30]. Hugues III de Bourgogne, successeur d'Hugues II, nommera le premier abbé du nouveau lieu de culte[30]. Petit à petit, l'édifice devient le second lieu de culte de la ville après la cathédrale Saint-Jean et une école d'érudition contribuant à l'étude historique de la ville et de la région[30]. Elle conservera cette réputation durant le XVIIe siècle, avant que la communauté ne soit irrémédiablement dissoute durant la Révolution française de 1789[30]. C'est sous le Premier Empire que l'abbaye bénédictine Saint-Vincent pris le nom d'église paroissiale Notre-Dame, et que les bâtiments adjacents furent affectés à l'Université[30]. L'édifice est partiellement inscrit au titre des monuments historiques depuis le 8 juin 1926[32].
- L'église Saint-François-Xavier est située au numéro huit bis de la rue du Lycée, à côté du collège Victor-Hugo dans le centre historique. Antoine-François Gauthiot d'Ancier décide de faire don de l'intégralité de sa fortune aux jésuites de la capitale comtoise à la seule condition que ceux-ci érigent une église, aujourd'hui annexe du collège Victor-Hugo. Le don devait avoir lieu en 1629 mais, après un procès contre la compagnie des jésuites, ces derniers doivent attendre 1680 pour commencer la construction de l'édifice[33]. Le bâtiment fut construit en forme de croix, et il fut entouré de petites chapelles annexes. La façade de l’église Saint-François-Xavier fut fortement inspirée de celle de l'Église du Gesù à Rome (Italie) et montre une évolution architecturale au XVIIe siècle. Le rez-de-chaussée de l'édifice comprend des pilastres doriques, surmontés d'une frise de métope et de triglyphe et reliés étroitement à l'étage supérieur, d'ordre ionique, le tout, coiffé d'un fronton. Le clocher est recouvert de lamelles de bois. À l'origine, le monument était dédié à saint Joseph, mais fut par la suite consacré à Saint-François-Xavier, un des fondateurs de la compagnie jésuite. Classée monument historique depuis le 13 juin 1942[33], l'église fut totalement réhabilitée en 1975.
- L'ancienne chapelle des Tilleroyes. Elle est située chemin du Sanatorium près de l'Espace de Réflexion Éthique Bourgogne-Franche-Comté, et fut établie dans une ancienne ferme construite en 1732, avant d'être affectée au culte en 1862, comme le prouve une plaque apposée sur l'un des murs de l'édifice. Une tour remarquable est située sur l'un des coins de la chapelle, et une croix assez discrète coiffe la partie arrière du bâtiment. Sur l'un des côtés, on peut lire la phrase « Sit Nomen Domini Denedictum » et sur la façade principale une petite statuette orne l'une des entrées. Actuellement[Quand ?], la chapelle sert de bureaux.
- L'ancienne synagogue, construite par Pierre Marnotte, est située rue de la Madeleine.
- L'abbaye Saint-Paul de Besançon, 2 rue d'Alsace, fut bâtie du VIIe au XIVe siècle, désaffectée à la Révolution dont il ne reste plus que les nefs du XIVe siècle (dépôt lapidaire des musées de Besançon)
- L'église abbatiale des grands Carmes, construite au XVe, est située entre la grande rue et la rue de la Préfecture. Elle a été désaffectée à la Révolution.
- L'ancienne église des Dames de Battant (abbatiale des Cisterciennes dites les Dames de Battant) située rue des Granges  au centre-ville a été construite sur les plans de dom Perrod, général des cisterciens, entre 1714-1720. Elle ne sert plus de lieu de culte depuis la Révolution[34].
- L'ancien chapelle des Petites sœurs des pauvres située rue Mégevand (1874), actuel élément de la Mairie.
- Chapelle du couvent des Capucins, rue de la Cassotte 1869-1873 par Victor Baille (1810-1886).
- Chapelle du couvent du Refuge, Louis Lavie (1841-1886), construite de 1875 à 1877 32 rue de la Vieille Monnaie.
- Chapelle des frères des écoles chrétiennes (ancien bâtiment), 16 rue Viollet à Saint-Claude, 1876.
- Chapelle de l'ancien lycée Saint-Jean, 1876 (salle plénière du conseil régional de Franche-Comté).
- Chapelle des Clarisses, 19 rue du Chapitre, Alfred Ducat, 1879.
- Chapelle des Carmélites construite par Alfred Ducat rue de la Vieille Monnaie, entre 1879 et 1888.
- Chapelle des Bernardines du Saint-Sacrement, 17 rue du Chapitre, architecte Painchaux, 1899.
- La chapelle du Fort Griffon (fin du XVIIe siècle), 1 ronde du Fort Griffon, La chapelle a été l'amphithéâtre de l'Institut Universitaire de Formation des Maîtres jusqu'à son départ des lieux.
- L'ancienne église abbatiale des Carmes-Déchaussés, construite vers 1645, est située rue Battant. La chapelle est aujourd'hui divisée en plusieurs parties dont l'une est la salle Battant[35].
- La chapelle Saint-Étienne, 99 rue des Fusillés, qui tient son nom de la colline où elle est bâtie (et aussi de l'ancienne cathédrale érigée près de l'actuelle entrée de la citadelle, dans l'enceinte même de la Citadelle de Besançon. Elle fut consacrée en septembre 1683.
- La chapelle Saint-Louis, 7 rue Antonin Fanart
- L'église abbatiale des Antonins, 15 rue du Lycée ; devenue temple maçonnique en 1852.
- La chapelle médiévale Saint-Jacques, dont les ruines sont intégrées au lycée Condé dans le quartier de La Boucle[36].
- La chapelle de Saint-Lin, située dans le quartier de Bregille aujourd'hui réhabilitée en restaurant[14].
- La chapelle du lycée Pasteur, du couvent des Cordeliers, 4 rue du lycée, a été construite par Alfred Ducat (1827-1898) en 1858[37].
- La chapelle de la Visitation La chapelle se trouve rue Sarrail. Elle est en cours de rénovation pour accueillir prochainement l'apostolat de la fraternité sacerdotale Saint Pie X sur Besançon.

## Les lieux de cultes détruits
- L'église paroissiale Saint-André, située sur les pentes du mont Saint-Étienne, fut rasée après la conquête française de 1668 pour permettre la construction de la citadelle de Vauban.
- L'église Saint-Martin de Bregille, fondée dès le VIe siècle. Cette dernière, après avoir été reconstruite à plusieurs reprises, fut définitivement détruite lors du siège de Besançon par l'armée liechtensteinoise, le 2 mai 1814. Le général Marulaz prit la décision très controversée de raser entièrement le quartier de Bregille ainsi que son église et son cimetière adjacent[14].
- L'église Saint-Quentin qui était située sur l'actuelle place Victor-Hugo. Elle fut construite en 1040 et détruite durant la révolution française[38].
- L'église Saint Jean-Baptiste (actuel square archéologique Castan) fut détruite en 1797.
- La cathédrale Saint-Étienne, désaffectée en 1669, sera atteinte lors du siège de 1674 puis rasée par Vauban afin de permettre l'édification du front Saint-Étienne de la Citadelle de Besançon.

## Les cimetières
La ville de Besançon compte cinq cimetières sans compter le cimetière juif de Besançon.
- Cimetière des Champs Bruley
- Cimetière des Chaprais
- Cimetière juif de Besançon
- Cimetière de Saint-Ferjeux
- Cimetière de Saint-Claude
- Cimetière de Velotte